# 100 найвидатніших румунів
У 2006 році румунський телеканал (рум. Televiziunea Română, TVR) оголосив про голосування, метою якого було визначення ста найвидатніших представників румунського народу. Голосування проводилося в рамках телепроєкту «Великі Румуни» (рум. Mari Români), аналогічного англійського проєкту «100 найвидатніших британців». 21 жовтня 2006 року організатори голосування оголосили, що найбільшу кількість голосів за результатами голосування отримав Стефан III Великий. Він отримав перше місце і був названий «найвидатнішим румуном всіх часів і народів».

## 100 найвидатніших румунів
| Місце | Портрет | Ім'я                      | Роки життя | Примітки |
| ----- | ------- | ------------------------- | ---------- | --- |
| 1     |         | Стефан III Великий        | 1429–1504  | Господар Молдавії (1457—1504), православний святий                                                             |
| 2     |         | Кароль I                  | 1839–1914  | Останній князь і перший король Румунії (1881—1914)                                                             |
| 3     |         | Міхай Емінеску            | 1850–1889  | Найвідоміший румунський поет, класик румунської літератури                                                     |
| 4     |         | Михайло Хоробрий          | 1558–1601  | Господар Валахії (1593—1601)                                                                                   |
| 5     |         | Річард Вурмбранд          | 1909–2001  | Громадський діяч, письменник, педагог і політв'язень в роки СРР                                                |
| 6     |         | Йон Антонеску             | 1882–1946  | Кондукетор і прем'єр-міністр Румунії в період Другої світової війни                                            |
| 7     |         | Мірча Еліаде              | 1907–1986  | Письменник, історик, релігієзнавець і дослідник міфології                                                      |
| 8     |         | Александру Йоан Куза      | 1820–1873  | Князь Молдавії та Валахії (1859—1866), перший правитель об'єднаної Румунії                                     |
| 9     |         | Костянтин Бранкузі        | 1876–1957  | Всесвітньо відомий скульптор — абстракціоніст, представник Паризької школи                                     |
| 10    |         | Надя Команечі             | нар. 1961  | Знаменита гімнастка, багаторазова олімпійська чемпіонка                                                        |
| 11    |         | Ніколає Чаушеску          | 1918–1989  | Останній глава соціалістичної Румунії, диктатор                                                                |
| 12    |         | Влад III Цепеш            | 1431–1476  | Господар Валахії (правив тричі), знаменитий «Дракула»                                                          |
| 13    |         | Джіджі Бекалі             | нар. 1958  | Політик і бізнесмен, відомий як власник футбольного клубу «Стяуа»                                              |
| 14    |         | Анрі Коанда               | 1886–1972  | Вчений- аеродинамік, який відкрив ефект Коанда                                                                 |
| 15    |         | Георге Хаджі              | нар. 1965  | Футболіст- півзахисник, визнаний найкращим румунським футболістом XX століття                                  |
| 16    |         | Йон Лука Караджале        | 1852–1912  | Письменник і драматург                                                                                         |
| 17    |         | Ніколае Йорга             | 1871–1940  | Історик- візантиніст, письменник, літературний критик, політик і академік                                      |
| 18    |         | Константін Бринковяну     | 1654–1714  | Логофет і господар Валахії (1688—1714), котрий переніс столицю в Бухарест                                      |
| 19    |         | Джордже Енеску            | 1881–1955  | Класичний композитор, диригент і музичний педагог                                                              |
| 20    |         | Грегоріана Біволаре       | нар. 1952  | Учитель йоги, засновник організації MISA                                                                       |
| 21    |         | Мірел Редой               | нар. 1981  | Футболіст, гравець збірної Румунії                                                                             |
| 22    |         | Корнеліу Зеля Кодряну     | 1899–1937  | Вкрай правий політичний діяч, засновник фашистської організації «Залізна Гвардія»                              |
| 23    |         | Ніколае Тітулеску         | 1882–1941  | Дипломат, міністр закордонних справ Румунії (1927—1928) і президент Ліги Націй (1930—1932)                     |
| 24    |         | Фердинанд I               | 1865–1927  | Король Румунії (1914—1927)                                                                                     |
| 25    |         | Міхай I                   | 1921       | Король Румунії в 1927—1930 і 1940—1947 роках, що вивів Румунію з Другої світової війни                         |
| 26    |         | Децебал                   | ? — 106    | Останній правитель даків — предків сучасних румунів — перед римської анексією Дакії                            |
| 27    |         | Траян Бесеску             | 1951       | Президент Румунії (з 2004 року)                                                                                |
| 28    |         | Георге Мурешан            | нар. 1971  | Баскетболіст, член НБА                                                                                         |
| 29    |         | Йонел Братіану            | 1864–1927  | Ліберальний політик, п'ять разів займав пост прем'єр-міністра Румунії                                          |
| 30    |         | Разван Луческу            | нар. 1969  | Воротар і футбольний тренер. Головний тренер збірної Румунії (2009—2011)                                       |
| 31    |         | Ніколає Паулеску          | 1869–1931  | Фізіолог, дослідник і один з винахідників інсуліну                                                             |
| 32    |         | Юліу Маніу                | 1873–1953  | Політик, тричі обіймав посаду прем'єр-міністра Румунії                                                         |
| 33    |         | Юліу Хоссу                | 1885–1970  | Греко-католицький єпископ, жертва комуністичних репресій                                                       |
| 34    |         | Еміль Чоран               | 1911–1995  | Філософ — мислитель, письменник і есеїст                                                                       |
| 35    |         | Аврам Янку                | 1824–1872  | Один з лідерів румунського національного руху в Трансільванії, учасник революції 1848 року                     |
| 36    |         | Беребіста                 | ? -?       | Цар Дакії в 70 до н. е. — 44 до н. е.                                                                          |
| 37    |         | Марія Единбурзька         | 1875–1938  | Принцеса Великої Британії, королева-консорт Румунії (1914—1927), дружина Фердинанда I                          |
| 38    |         | Петре Цуцеа               | 1902–1991  | Філософ, журналіст і економіст                                                                                 |
| 39    |         | Корнеліу Копосу           | 1914–1995  | Консервативний політичний діяч                                                                                 |
| 40    |         | Аурел Влайку              | 1882–1913  | Інженер, авіаконструктор і авіатор                                                                             |
| 41    |         | Йосиф Тріфа               | 1888–1938  | Румунський православний священнослужитель, засновник християнської організації «Oastea Domnului»               |
| 42    |         | Никита Стенеску           | 1933–1983  | Поет і есеїст                                                                                                  |
| 43    |         | Йон Крянґе                | 1837–1889  | Письменник-класик і мемуарист                                                                                  |
| 44    |         | Меделіна Маноле           | 1967–2010  | Відома поп-співачка                                                                                            |
| 45    |         | Корнеліу Вадим Тудор      | нар. 1949  | Націоналістично налаштований політик, письменник і журналіст, який заснував і очолив партію «Велика Румунія»   |
| 46    |         | Траян Вуя                 | 1872–1950  | Винахідник і піонер авіації                                                                                    |
| 47    |         | Лучіан Блаґа              | 1895–1961  | Поет, перекладач, драматург і філософ                                                                          |
| 48    |         | Джордж Паладе             | 1912–2008  | Біолог, лауреат Нобелівської премії за досягнення у вивченні клітинної біології                                |
| 49    |         | Ана Аслан                 | 1897–1988  | Фізик, біолог і винахідниця, автор наукових праць в області геронтології                                       |
| 50    |         | Адріан Муту               | нар. 1979  | Футболіст, нападник збірної Румунії                                                                            |
| 51    |         | Флорін Пьєрсік            | нар. 1936  | Актор театру та кіно                                                                                           |
| 52    |         | Михаїл Коґелнічану        | 1817–1891  | Історик, письменник і політик, перший прем'єр-міністр Румунії                                                  |
| 53    |         | Янош Корьоссі             | нар. 1926  | Джазовий музикант                                                                                              |
| 54    |         | Димитрій Кантемір         | 1673–1723  | Господар Молдавії (1693), (1710—1711), вчений                                                                  |
| 55    |         | Іліє Настасе              | нар. 1946  | Тенісист, колишня перша ракетка світу                                                                          |
| 56    |         | Георге Замфір             | нар. 1941  | Музикант- пан-флейтист                                                                                         |
| 57    |         | Джике Петреску            | 1915–2006  | Фолк — і поп-виконавець, артист, композитор                                                                    |
| 58    |         | Елізабета Різя            | 1912–2003  | Діячка антикомуністичного руху в Румунії, партизанка                                                           |
| 59    |         | Буле                      | -          | Персонаж румунських анекдотів                                                                                  |
| 60    |         | Амза Пелля                | 1931–1983  | актор |
| 61    |         | Матвій Корвін             | 1443–1490  | Король Угорщини (1458–1490)                                                                                    |
| 62    |         | Мірча I Старий            | 1355–1418  | Господар Валахії (1396–1418)                                                                                   |
| 63    |         | Титу Майореску            | 1840–1917  | Діяч культури, прем'єр-міністр в 1912–1914, міністр закордонних справ, один із засновників Румунської Академії |
| 64    |         | Тома Караджіу             | 1925–1977  | актор |
| 65    |         | Міхай Трейстаріу          | нар. 1979  | Співак, учасник Євробачення-2006 від Румунії                                                                   |
| 66    |         | Андреа Марін              | нар. 1974  | Журналістка, телеведуча                                                                                        |
| 67    |         | Еміль Раковіце            | 1868–1947  | Вчений-спелеолог, засновник біоспелеологіі                                                                     |
| 68    |         | Віктор Бабеш              | 1854–1926  | фізик, біолог, один з перших мікробіологів                                                                     |
| 69    |         | Ніколає Белческу          | 1819–1852  | революціонер, історик і публіцист, один з лідерів революції 1848 року в Валахії і Трансільванії                |
| 70    |         | Хорія-Роман Патап'євич    | нар. 1957  | письменник, фізик, філософ                                                                                     |
| 71    |         | Іон Ілієску               | нар. 1930  | політик, президент Румунії в 1990—1996 і 2000—2004 рр.                                                         |
| 72    |         | Марін Преда               | 1922–1980  | письменник |
| 73    |         | Ежен Іонеско              | 1909–1994  | драматург |
| 74    |         | Думітру Станілое          | 1903–1993  | протоієрей, теолог                                                                                             |
| 75    |         | Александру Тодя           | 1912–2002  | кардинал |
| 76    |         | Тудор Ґеорґе              | нар. 1945  | музикант, актор, поет                                                                                          |
| 77    |         | Йон Ціріак                | нар. 1939  | тенісист, бізнесмен                                                                                            |
| 78    |         | Клеопа (Іліє)             | 1912–1998  | архімандрит |
| 79    |         | Арсеній (Бока)            | 1910–1989  | ієромонах Румунської православної церкви, богослов і іконописець                                               |
| 80    |         | Бенєл Ніколіце            | нар. 1985  | футболіст |
| 81    |         | Димитру Корнілеску        | 1891–1975  | священик, перекладач Біблії на румунську мову                                                                  |
| 82    |         | Ґріґоле Константін Мойсіл | 1906–1973  | математик, піонер комп'ютерної техніки                                                                         |
| 83    |         | Клаудіу Нікулеску         | нар. 1976  | футболіст |
| 84    |         | Флорентин Петре           | нар. 1976  | футболіст |
| 85    |         | Маріус Мога               | нар. 1981  | музикант, член групи Morandi                                                                                   |
| 86    |         | Ніколае Стейнхардт        | 1912–1989  | письменник, літературний критик, юрист, монах                                                                  |
| 87    |         | Лаура Стойка              | 1967–2006  | співачка, композитор, акторка                                                                                  |
| 88    |         | Кетелін Хилдан            | 1976–2000  | футболіст |
| 89    |         | Ангел Саліна              | 1854–1925  | інженер-конструктор, академік, міністр                                                                         |
| 90    |         | Іван Пацайкін             | нар. 1949  | весляр на каное, чотириразовий олімпійський чемпіон                                                            |
| 91    |         | Марія Тенасе              | 1913–1963  | співачка |
| 92    |         | Серджіу Ніколаєску        | 1930–2013  | режисер, сценарист і актор                                                                                     |
| 93    |         | Октавіан Палер            | 1926–2007  | письменник, журналіст, політик                                                                                 |
| 94    |         | Невідомий солдат          |            | |
| 95    |         | Чіпріан Порумбеску        | 1853–1883  | композитор |
| 96    |         | Ніку Ковач                | нар. 1947  | композитор і художник, засновник групи Transsylvania Phoenix                                                   |
| 97    |         | Думітру Прунаріу          | нар. 1952  | перший і на сьогоднішній день єдиний румунський космонавт                                                      |
| 98    |         | Янош Хуньяді              | 1387–1456  | військовий і політичний діяч, воєвода Трансільванії                                                            |
| 99    |         | Константин Нойка          | 1909–1987  | філософ, поет, письменник                                                                                      |
| 100   |         | Георге Кирцан             | 1849–1911  | борець за незалежність Трансільванії від Австро-Угорщини                                                       |